# Veles e vents
Veles e vents és un poema d'Ausiàs March, poeta i cavaller valencià medieval, que relata la història d'un viatge des d'Itàlia a València a la recerca de l'estimada. L'autor l'estima però no sap si el seu amor és correspost; en el trajecte corre grans perills i demana ajut als vents per a arribar a terra. Més enllà d'aquesta interpretació, el poema també tracta l'amor i la invocació als vents provinents de terres on regna la cultura (xaloc, llevant, ...), la civilitat (lo grec i lo migjorn…), (el vent tramuntanal). L'autor utilitza el decasíl·lab clàssic català, també anomenat ausiasmarquià, d'estructura 4+6. Els versos són d'art major i de rima consonant, i s'hi troben algunes sinalefes (io en, no en, si atur...) i hiats (sia, faent).
Ha estat musicat i interpretat per diversos autors: Raimon l'inclou parcialment ja l'any 1970 en un disc senzill, de manera que amb aquesta cançó enceta la seua primera musicació d'Ausiàs March, i el 1970 el torna a traure en el disc Per destruir aquell qui l'ha desert. Posteriorment ha estat reprès nombroses vegades pel mateix Raimon i també per Toti Soler amb Ester Formosa.
En honor seu, el 2006 s'anomenà Veles e Vents el principal edifici de la Copa Amèrica de Vela de 2007 desenvolupada a València.

## Lletra
Veles e vents han mos desigs complir
faent camins dubtosos per la mar.
Mestre i ponent contra d’ells veig armar:
xaloc, llevant los deuen subvenir
ab llurs amics lo grec e lo migjorn,
fent humils precs al vent tramuntanal
que en son bufar los sia parcial
e que tots cinc complesquen mon retorn.

Bullirà·l mar com la cassola en forn,
mudant color e l'estat natural,
e mostrarà voler tota res mal
que sobre si atur un punt al jorn.
Grans e pocs peixs a recors correran
e cercaran amagatalls secrets;
fugint al mar on són nodrits e fets,
per gran remei en terra eixiran.

Los pelegrins tots ensems votaran
e prometran molts dons de cera fets;
la gran paor traurà al llum los secrets
que al confés descoberts no seran.
En lo perill no·m caureu de l'esment,
ans votaré al Déu qui·ns ha lligats
de no minvar mes fermes voluntats
e que tots temps me sereu de present.

Jo tem la mort per no ser-vos absent,
perquè amor per mort és anul·lats;
mas jo no creu que mon voler sobrats
pusca ésser per tal departiment.
Jo só gelós de vostre escàs voler
que, jo morint, no meta mi en oblit.
Sol est pensar me tol del món delit
car, nós vivint, no creu se pusca fer:

aprés ma mort d’amar perdau poder
e sia tost en ira convertit,
e jo, forçat d’aquest món ser eixit,
tot lo meu mal serà vós no veer.
Oh Déu, ¿per què terme no hi ha en amor,
car prop d’aquell jo·m trobara tot sol?
Vostre voler sabera quant me vol,
tement, fiant, de tot l’avenidor.

Jo són aquell pus extrem amador
aprés d’aquell a qui Déu vida tol.
Puis jo són viu, mon cor no mostra dol
tant com la mort per sa extrema dolor.
A bé o mal d’amor jo só dispost,
mas per mon fat fortuna cas no·m porta.
Tot esvetlat, ab desbarrada porta,
me trobarà faent humil respost.
Jo desig ço que·m porà ser gran cost
i aquest esper de molts mals m’aconhorta.
A mi no plau ma vida ser estorta
d’un cas molt fer, qual prec Déu sia tost;
lladoncs les gents no·ls calrà donar fe
al que amor fora mi obrarà;
lo seu poder en acte·s mostrarà
e los meus dits ab los fets provaré.

Amor, de vós jo·n sent més que no·n sé,
de què la part pijor me’n romandrà,
e de vós sap lo qui sens vós està.

A joc de daus vos acompararé.